# Jartum
Jartum o Jartún (en árabe: الخرطوم‎, romanizado: al-Jurṭūm) es la capital de Sudán y del estado homónimo. Se encuentra en el lugar donde el Nilo Blanco, procedente de Uganda, se une con el Nilo Azul, que viene desde el Lago Tana de Etiopía, formando el Nilo, que sigue su curso desde Jartum hacia Egipto y el mar Mediterráneo. 
Dividida por estas dos partes del Nilo, el área metropolitana de Jartum es una metrópolis tripartita que tiene más de un millón de habitantes, formando junto con Jartum Norte (Al-Jartūm al-Bahrī: الخرطوم البحري) y Omdurmán (Umm Durmān: أم درمان), de las que está separada por los distintos brazos del Nilo, una metrópolis de casi ocho millones de habitantes. El lugar donde los Nilo confluyen es conocido como al-Mogran o al-Muqran (المقرن; lit. «la confluencia»).
Jartum fue fundada en 1821 por Mehmet Alí Pasha, al norte de la antigua ciudad de Soba. En 1882 el Imperio británico tomó control del gobierno egipcio, dejando la administración de Sudán en manos de los egipcios. Al estallar la Guerra mahdista, los británicos intentaron evacuar a guarniciones angloegipcias desde Sudán, pero el Asedio de Jartum en 1884 resultó en la captura de la ciudad por parte de tropas mahdistas y una masacre de la guarnición anglo-egipcia defensora. En 1898 la ciudad fue reocupada por tropas británicas y se convirtió en la sede del gobierno anglo-egipcio de Sudán hasta 1956.
En 1956, la ciudad fue designada como la capital de una Sudán independiente. Tres rehenes fueron asesinados durante el ataque sobre la embajada saudita en Jartum en 1973.
En 2008, el Movimiento Justicia e Igualdad inició combates en la ciudad con las Fuerzas Armadas de Sudán como parte de la Guerra en Darfur. La masacre de Jartum ocurrió en 2019 durante la Revolución sudanesa. Extensos combates ocurrieron en la ciudad durante el conflicto armado sudanés de 2023 entre las fuerzas armadas y las Fuerzas de Apoyo Rápido (FAR), afectando el Aeropuerto Internacional de Jartum y otros lugares críticos.
Jartum es un centro económico y comercial en el Norte de África, con líneas férreas desde Puerto Sudán y El Obeid. Aloja el Aeropuerto Internacional de Jartum, estando en construcción el Nuevo Aeropuerto Internacional de Jartum. Varias instituciones nacionales y culturales se encuentran en Jartum y su área metropolitana, incluyendo el Museo nacional de Sudán, el Museo Casa Califa, la Universidad de Jartum, y la Universidad Sudanesa de Ciencia y Tecnología.

## Toponimia
Los topónimos en español son Jartum y Jartún. En árabe se llama Al-Jartūm: الخرطوم (literalmente ‘trompa de elefante’). En inglés y francés se conoce como Khartoum mientras en italiano y alemán se denomina Khartum.

## Historia

Mapa del Nilo en el que aparece, sobre su curso medio, Jartum

Antiguamente en las tierras que ocupa la actual Jartum, solamente existía un puerto fluvial a orillas del Nilo. La ciudad fue fundada en 1821 por Mehmet Alí, como guarnición del ejército egipcio, escogiendo este enclave por su localización estratégica. En 1824 fue declarada capital administrativa y cuartel general de los territorios egipcios del Sudán por el gobernador Uthman Bey Djarkas. Gracias a ello creció como centro del comercio regional, que incluía la trata de esclavos.
Las tropas leales al Mahdi Muhammad Ahmad sitiaron Jartum desde el 13 de marzo de 1884 contra los defensores dirigidos por el general británico Charles George Gordon. La ciudad cayó ante los partidarios del Mahdi el 26 de enero de 1885. Omdurman fue el escenario de la sangrienta batalla de Omdurmán el día 2 de septiembre de 1898, en la cual las fuerzas británicas dirigidas por el conde Horatio Kitchener derrotaron a las fuerzas mahdistas que defendían la ciudad.
La ciudad de Jartum fue construida sobre todo por la comunidad griega, que hizo los primeros edificios en la calle hoy llamada Ghamhouria. El edificio de la embajada griega y la comunidad griega todavía existen y recuerdan la constructiva influencia de los griegos en el Sudán.
Fue declarada capital de Sudán cuando se proclamó la independencia del Reino Unido en 1956.

### Historia reciente

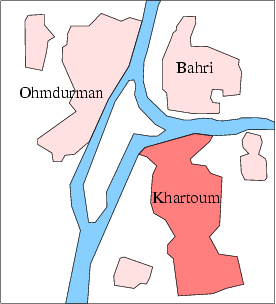
Mapa esquemático del área metropolitana de Jartum.

Durante los años 1970 y años 1980, Jartum fue el destino de cientos de miles de refugiados extranjeros que huían de los conflictos en países vecinos como Chad, Etiopía y Uganda. Los refugiados se asentaron en suburbios a las afueras de la ciudad. Desde mediados de la década de 1980, grandes cantidades de refugiados, a causa de la guerra civil y el conflicto de Darfur, se han instalado alrededor de Jartum.
Tras los ataques contra embajadas estadounidenses de 1998, los Estados Unidos acusaron al grupo Al Qaeda, dirigido por Osama bin Laden, de dichos ataques y bombardearon con misiles crucero una fábrica de productos farmacéuticos de Jartum el 20 de agosto de 1998, creyendo que se trataba de una factoría de armas químicas por parte de los terroristas.
La repentina muerte del líder del SPLA y vicepresidente de Sudán, John Garang, a fines de julio de 2005, fue seguida por tres días de violentos disturbios en la capital. El orden finalmente se restableció después de que los políticos y líderes tribales del sur de Sudán enviaran fuertes mensajes a los manifestantes. La situación podría haber sido mucho más grave; aun así, el número de muertos fue de al menos 24, ya que jóvenes del sur de Sudán atacaron a los del norte del país y se enfrentaron con las fuerzas de seguridad.
La cumbre de la Unión Africana del 16 al 24 de enero de 2006 se celebró en Jartum; al igual que la cumbre de la Liga Árabe del 28 al 29 de marzo de 2006, durante la cual otorgaron a Sudán la presidencia de la Liga Árabe.
El 10 de mayo de 2008, el grupo rebelde de Darfur, Movimiento por la Justicia y la Igualdad, se trasladó a la ciudad, donde entabló intensos combates con las fuerzas del gobierno sudanés. Entre sus soldados había menores de edad y su objetivo era derrocar al gobierno de Omar al-Bashir, aunque el gobierno sudanés logró repeler el asalto.
El 23 de octubre de 2012, una explosión en la fábrica de municiones de Yarmouk mató a dos personas e hirió a otra. El gobierno sudanés ha afirmado que la explosión fue el resultado de un ataque aéreo israelí.
El 3 de junio de 2019, Jartum fue el escenario de la masacre de Jartum, donde más de 100 disidentes fueron asesinados (el gobierno dijo que 61 fueron asesinados), cientos más resultaron heridos y 70 mujeres fueron violadas por Rapid Support Forces (RSF) para dispersar por la fuerza a miles de protestantes que pedían por un gobierno civil.
El 1 de julio de 2020, los activistas exigieron que se cambiara el nombre de la calle al-Zibar Basha en Jartum. Al-Zubayr Rahma Mansur era un traficante de esclavos y la calle al-Zibar Basha conduce a la base militar donde tuvo lugar la masacre de Jartum de 2019.
El 26 de octubre de 2021, la ciudad fue cerrada tras un golpe militar que dejó al menos 7 muertos, lo que provocó protestas y convocatorias de huelga general. El primer ministro Abdalla Hamdok fue arrestado durante el golpe y recluido junto con otros miembros del gabinete en un lugar desconocido.
El 15 de abril de 2023 estallaron combates entre las Fuerzas Armadas Sudanesas y las Fuerzas de Apoyo Rápido en todo Sudán, y se informó de combates en el palacio presidencial y en la sede de RSF. También se informó de combates en el Aeropuerto Internacional de Jartum y el Aeropuerto de Merowe, que las RSF han afirmado haber capturado. También se informó de disparos y enfrentamientos en secciones de Jartum y el aeropuerto de El Obeid, en Kordofán del Norte. El 26 de marzo de 2025 el presidente de Sudán declaró que las fuerzas gubernamentales habían recuperado por completo la ciudad, al haber expulsado por completo a  las milicias rebeldes.

## Geografía

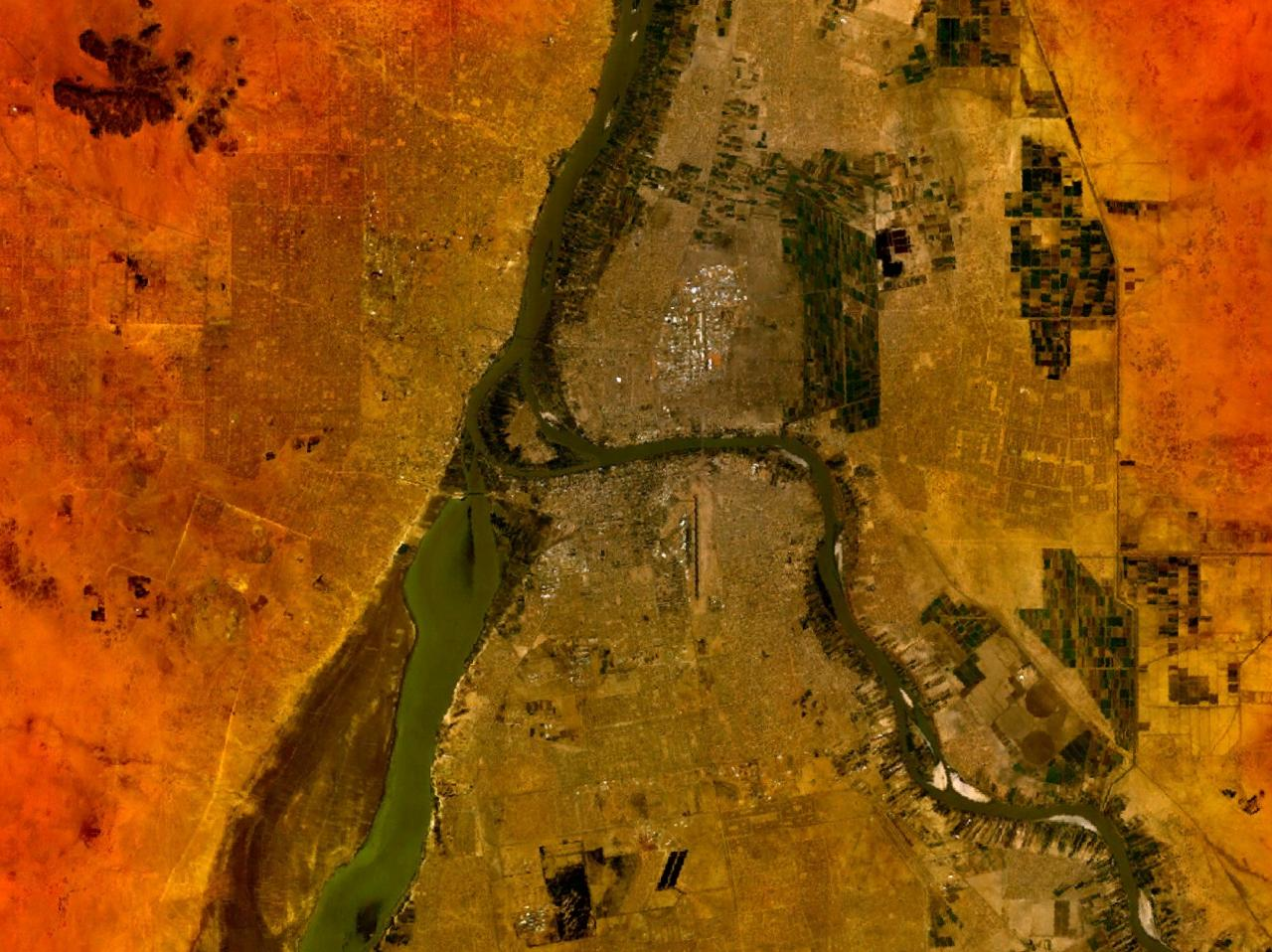
Imagen de satélite de Jartum, que se encuentra entre los dos brazos del Nilo: el Nilo azul llegando por la derecha y el Nilo blanco por la izquierda.

La ciudad de Jartum se encuentra enclavada en la confluencia del Nilo azul y el Nilo blanco, donde se unen para formar el principal río africano. La región se caracteriza por situarse en una meseta elevada unos 400 metros sobre el nivel del mar, en la franja conocida como Sahel, una zona con clima semiárido pero con la influencia de las grandes cadenas montañosas del sur del país y el macizo etíope. Lo que provoca que la ciudad tenga unas temperaturas elevadas todo el año, con dos estaciones muy marcadas: una larga, seca e invernal, y otra lluviosa, entre julio y septiembre, corta y estival.

### Clima
El clima de Jartum es árido o desértico, lo que hace que sus temperaturas sean elevadas durante todo el año y las precipitaciones anuales son prácticamente inexistentes a excepción de los meses de julio y agosto.
Otra de las características del clima de Jartum es el gran salto térmico que se produce entre el día y la noche con una variación media de 16 °C.
| Parámetros climáticos promedio de Jartum, Sudán (1971–2000)                                  | Parámetros climáticos promedio de Jartum, Sudán (1971–2000) | Parámetros climáticos promedio de Jartum, Sudán (1971–2000) | Parámetros climáticos promedio de Jartum, Sudán (1971–2000) | Parámetros climáticos promedio de Jartum, Sudán (1971–2000) | Parámetros climáticos promedio de Jartum, Sudán (1971–2000) | Parámetros climáticos promedio de Jartum, Sudán (1971–2000) | Parámetros climáticos promedio de Jartum, Sudán (1971–2000) | Parámetros climáticos promedio de Jartum, Sudán (1971–2000) | Parámetros climáticos promedio de Jartum, Sudán (1971–2000) | Parámetros climáticos promedio de Jartum, Sudán (1971–2000) | Parámetros climáticos promedio de Jartum, Sudán (1971–2000) | Parámetros climáticos promedio de Jartum, Sudán (1971–2000) | Parámetros climáticos promedio de Jartum, Sudán (1971–2000) |
| Mes                                                                                          | Ene.                                                        | Feb.                                                        | Mar.                                                        | Abr.                                                        | May.                                                        | Jun.                                                        | Jul.                                                        | Ago.                                                        | Sep.                                                        | Oct.                                                        | Nov.                                                        | Dic.                                                        | Anual                                                       |
| -------------------------------------------------------------------------------------------- | ----------------------------------------------------------- | ----------------------------------------------------------- | ----------------------------------------------------------- | ----------------------------------------------------------- | ----------------------------------------------------------- | ----------------------------------------------------------- | ----------------------------------------------------------- | ----------------------------------------------------------- | ----------------------------------------------------------- | ----------------------------------------------------------- | ----------------------------------------------------------- | ----------------------------------------------------------- | ----------------------------------------------------------- |
| Temp. máx. abs. (°C)                                                                         | 39.7                                                        | 42.5                                                        | 45.2                                                        | 46.2                                                        | 46.8                                                        | 46.3                                                        | 44.5                                                        | 43.5                                                        | 44.0                                                        | 43.0                                                        | 41.0                                                        | 39.0                                                        | 46.8                                                        |
| Temp. máx. media (°C)                                                                        | 30.7                                                        | 32.6                                                        | 36.5                                                        | 40.4                                                        | 41.9                                                        | 41.3                                                        | 38.5                                                        | 37.6                                                        | 38.7                                                        | 39.3                                                        | 35.2                                                        | 31.7                                                        | 37.0                                                        |
| Temp. media (°C)                                                                             | 23.2                                                        | 25.0                                                        | 28.6                                                        | 31.8                                                        | 34.5                                                        | 34.3                                                        | 32.2                                                        | 31.3                                                        | 32.6                                                        | 32.4                                                        | 28.1                                                        | 24.5                                                        | 29.9                                                        |
| Temp. mín. media (°C)                                                                        | 15.6                                                        | 16.8                                                        | 20.3                                                        | 24.1                                                        | 27.3                                                        | 27.6                                                        | 26.2                                                        | 25.6                                                        | 26.3                                                        | 25.9                                                        | 21.0                                                        | 17.0                                                        | 22.8                                                        |
| Temp. mín. abs. (°C)                                                                         | 8.0                                                         | 8.6                                                         | 12.6                                                        | 12.7                                                        | 18.5                                                        | 20.2                                                        | 17.8                                                        | 18.0                                                        | 17.7                                                        | 17.5                                                        | 11.0                                                        | 6.2                                                         | 6.2                                                         |
| Precipitación total (mm)                                                                     | 0.0                                                         | 0.0                                                         | 0.1                                                         | 0.0                                                         | 3.9                                                         | 4.2                                                         | 29.6                                                        | 48.3                                                        | 26.7                                                        | 7.8                                                         | 0.7                                                         | 0.0                                                         | 121.3                                                       |
| Días de precipitaciones (≥ 0.1 mm)                                                           | 0.0                                                         | 0.0                                                         | 0.1                                                         | 0.0                                                         | 0.9                                                         | 0.9                                                         | 4.0                                                         | 4.2                                                         | 3.4                                                         | 1.2                                                         | 0.0                                                         | 0.0                                                         | 14.7                                                        |
| Horas de sol                                                                                 | 341                                                         | 311                                                         | 310                                                         | 330                                                         | 300                                                         | 300                                                         | 279                                                         | 279                                                         | 300                                                         | 310                                                         | 330                                                         | 341                                                         | 3731                                                        |
| Humedad relativa (%)                                                                         | 27                                                          | 22                                                          | 17                                                          | 16                                                          | 19                                                          | 28                                                          | 43                                                          | 49                                                          | 40                                                          | 28                                                          | 27                                                          | 30                                                          | 29                                                          |
| Fuente n.º 1: World Meteorological Organisation (UN), NOAA (extremes and humidity 1961–1990) |                                                             |                                                             |                                                             |                                                             |                                                             |                                                             |                                                             |                                                             |                                                             |                                                             |                                                             |                                                             |                                                             |
| Fuente n.º 2: BBC Weather                                                                    |                                                             |                                                             |                                                             |                                                             |                                                             |                                                             |                                                             |                                                             |                                                             |                                                             |                                                             |                                                             |                                                             |

| Datos climatológicos de Jartum                        | Datos climatológicos de Jartum | Datos climatológicos de Jartum | Datos climatológicos de Jartum | Datos climatológicos de Jartum | Datos climatológicos de Jartum | Datos climatológicos de Jartum | Datos climatológicos de Jartum | Datos climatológicos de Jartum | Datos climatológicos de Jartum | Datos climatológicos de Jartum | Datos climatológicos de Jartum | Datos climatológicos de Jartum | Datos climatológicos de Jartum | Datos climatológicos de Jartum |
| Temperatura                                           | Temperatura                    | Temperatura                    | Temperatura                    | Temperatura                    | Temperatura                    | Temperatura                    | Temperatura                    | Temperatura                    | Temperatura                    | Temperatura                    | Temperatura                    | Temperatura                    | Temperatura                    | Temperatura                    |
| Mes                                                   | Ene                            | Feb                            | Mar                            | Abr                            | May                            | Jun                            | Jul                            | Ago                            | Sep                            | Oct                            | Nov                            | Dic                            |                                | Media                          |
| ----------------------------------------------------- | ------------------------------ | ------------------------------ | ------------------------------ | ------------------------------ | ------------------------------ | ------------------------------ | ------------------------------ | ------------------------------ | ------------------------------ | ------------------------------ | ------------------------------ | ------------------------------ | ------------------------------ | ------------------------------ |
| Altas máximas °C                                      | 30,8                           | 33,0                           | 36,8                           | 40,1                           | 41,9                           | 41,3                           | 38,4                           | 37,3                           | 39,1                           | 39,3                           | 35,2                           | 31,8                           |                                |                                |
| Media °C                                              | 23,2                           | 25,0                           | 28,6                           | 31,8                           | 34,5                           | 34,3                           | 32,2                           | 31,3                           | 32,6                           | 32,4                           | 28,1                           | 24,5                           |                                | 29,9                           |
| Bajas mínimas °C                                      | 15,6                           | 17,0                           | 20,5                           | 23,6                           | 27,1                           | 27,3                           | 25,9                           | 25,3                           | 26,0                           | 25,5                           | 21,0                           | 17,1                           |                                |                                |
| Precipitaciones                                       |                                |                                |                                |                                |                                |                                |                                |                                |                                |                                |                                |                                |                                |                                |
| Mes                                                   | Ene                            | Feb                            | Mar                            | Abr                            | May                            | Jun                            | Jul                            | Ago                            | Sep                            | Oct                            | Nov                            | Dic                            |                                | Anual                          |
| Precipitación media mm                                | 0                              | 0                              | 0                              | 0,4                            | 4,0                            | 5,4                            | 46,3                           | 75,2                           | 25,4                           | 4,8                            | 0,7                            | 0                              |                                | 162,2                          |
| Fuente: Servicio de información meteorológica mundial |                                |                                |                                |                                |                                |                                |                                |                                |                                |                                |                                |                                |                                |                                |

## Economía
Jartum tiene una economía próspera, concentrando la mayor parte de la actividad económica del país, la ciudad está viviendo un importante desarrollo impulsado por la riqueza petrolera del país. La que fuera una ciudad en medio del desierto pero a orillas del Nilo, se ha convertido en los últimos años en una gran urbe con un crecimiento económico impensable en otros países africanos. La economía de Sudán tiene unas tasas de crecimiento por encima del 10% y esto repercute en la imagen de la capital que no para de crecer y de construir nuevas infraestructuras, gracias al oro negro.
Entre las industrias tradicionales de la ciudad destacan: la impresión, fabricación de vidrio, el procesamiento de alimentos y textiles.

## Ciudades hermanadas
- Amán (Jordania)
- Ankara (Turquía, desde 1992)[18]
- Asmara (Eritrea)
- El Cairo (Egipto)
- Estambul (Turquía)[19]
- Omdurmán (Sudán)
- San Petersburgo (Rusia)
- Wuhan (China, desde el 27 de septiembre de 1995)[20]